# Gomer (Frau des Hosea)

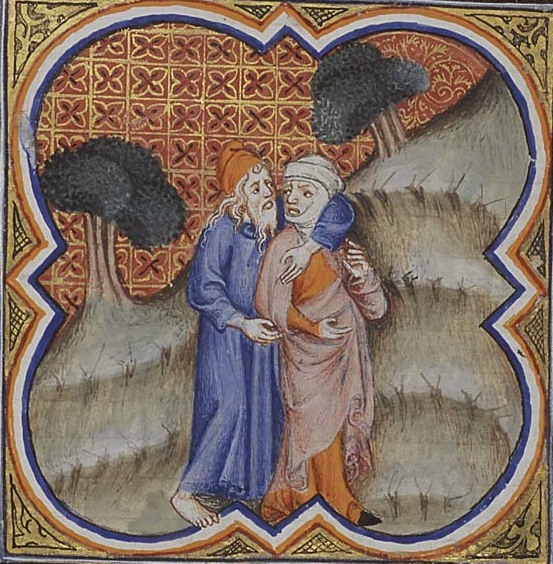
Hosea und Gomer in einer Bibelillustration aus dem 14. Jahrhundert

Gomer war die Frau des biblischen Propheten Hosea. Der Prophet erhält gleich zu Beginn des Buches von Gott den Auftrag eine Hure zu heiraten, was als Zeichenhandlung für die Untreue des Volks dienen soll:

„Als der HERR anfing zu reden durch Hosea, sprach er zu ihm: Geh hin und nimm eine hurende Frau und Hurenkinder; denn das Land läuft vom HERRN weg der Hurerei nach. 3 Und er ging hin und nahm Gomer, die Tochter Diblajims, zur Frau; die ward schwanger und gebar ihm einen Sohn.“

Gomer könnte eine Tempeldirne gewesen sein. Hierbei handelte es sich um eine spezielle Form der Prostitution, die im Tempel eines heidnischen Fruchtbarkeitskults stattfand. Durch das mosaische Gesetz war Tempelprostitution in Israel verboten (Dtn 23,18 ) und dient so in besonderer Weise als Bild für die Sünden, besonders des Nordreichs Israel und seiner herrschenden Dynastie. Auch die Namen ihrer Kinder sind als Zeichen zu verstehen. So bedeutet der Name der Tochter, Lo-Ruhama, „Kein-Erbarmen“ und des jüngsten Sohnes, Lo-Ammi, „Nicht-mein-Volk“.